# 克劳亨维斯
克劳亨维斯是德国巴登-符腾堡州的一个市镇。总面积44.66平方公里，总人口5009人，其中男性2470人，女性2539人（2011年12月31日），人口密度112人/平方公里。